# Closteromorpha reniplaga
Closteromorpha reniplaga là một loài bướm đêm trong họ Noctuidae.